# Ditylus caeruleus
Ditylus caeruleus är en skalbaggsart som först beskrevs av Randall 1838.  Ditylus caeruleus ingår i släktet Ditylus och familjen blombaggar. Inga underarter finns listade i Catalogue of Life.